# 고산소나무밭쥐
고산소나무밭쥐(Microtus multiplex)는 밭쥐속에 속하는 설치류의 일종이다. 오스트리아와 프랑스, 이탈리아, 세르비아 몬테네그로, 스위스에서 발견된다.